# Nie będę Julią / Chcę zapomnieć
Nie będę Julią / Chcę zapomnieć – drugi singiel grupy Wanda i Banda promujący jej album Banda i Wanda.

## Lista utworów
Strona A
1. "Nie będę Julią" (3:40) (muz. W. Trzciński / sł. M. Wojtaszewska)

Strona B
1. "Chcę zapomnieć" (4:05) (muz. W. Kwietniewska / sł. M. Wojtaszewska)

## Twórcy
Zespół
- Wanda Kwietniewska – śpiew
- Marek Raduli – gitara
- Jacek Krzaklewski – gitara
- Henryk Baran – gitara basowa
- Andrzej Tylec – perkusja

Personel
- Asystent – Halina Jarczyk (B)
- Operator dźwięku – Aleksander Galas (B), Przemysław Kućko (A)
- Reżyser nagrania – Piotr Madziar (A), Jacek Mastykarz (B)

## Listy przebojów
| Lista                              | Pozycja                                    |
| ---------------------------------- | ------------------------------------------ |
| Lista Przebojów Programu Trzeciego | "Nie będę Julią": 19, "Chcę zapomnieć": 13 |
| Radiowa Lista Przebojów Programu I | "Nie będę Julią": 3, "Chcę zapomnieć": 4   |